# Macrosphyra brachystylis
Macrosphyra brachystylis är en måreväxtart som beskrevs av William Philip Hiern. Macrosphyra brachystylis ingår i släktet Macrosphyra och familjen måreväxter. Inga underarter finns listade i Catalogue of Life.